# ヘルマン・ウォルシュケ
フリードリヒ・ヘルマン・ウォルシュケ（Friedrich Hermann Wolschke、1893年7月31日 - 1963年3月27日。姓の日本表記は「ヴォルシュケ」とも）は、ドイツ人実業家。第一次世界大戦の際、ドイツの租借地であった中国・青島をめぐる攻防戦で捕虜（日独戦ドイツ兵捕虜）となり、日本の収容所で暮らす。大戦終結により解放された後も日本に残り、ソーセージ製造に携わった。

## 来歴
ブランデンブルク州のラウノ（現・ゼンフテンベルグに生まれる。
その後、食肉加工のマイスターとなる。ドイツの租借地であった中国・青島で兵役に服し、膠州湾海軍砲兵隊（MAK）第2中隊に属する二等砲兵として勤務した。1914年 （大正3年）11月に青島が陥落すると、大阪俘虜収容所を経て、似島俘虜収容所に収容される。この時代に収容所内でハム・ソーセージ製造を手がけ、1919年に広島県物産陳列館（現・原爆ドーム）で開催された俘虜技術工芸品展覧会に出品して評価を得る。このとき同じ収容所にいたカール・ユーハイム（のちの菓子メーカー「ユーハイム」創業者）に、バウムクーヘンを作って出品するよう勧めた。また、同じく収容所にいたケルンやシュトルとともに広島市の精肉会社でハム製造の技術指導もおこなった。
1920年（大正9年）、大戦終結により解放される際には、残留して日本で就職することを希望し、1921年に明治屋に雇用されている。明治屋は、同じく似島収容所から雇い入れたカール・ユーハイム、習志野収容所から雇い入れたヨーゼフ・ヴァン・ホーテンと合わせて3名を、銀座に新たに開店する「カフェ・ユーロップ」に配属し、ウォルシュケをソーセージ製造主任、ユーハイムを製菓部主任、ヴァン・ホーテンは喫茶部支配人とした。続いて1922年（大正11年）、明治屋が明治食料株式会社を設立し、本格的にハム、ソーセージの製造に乗り出すとウォルシュケはその主任者になったが、関東大震災により閉鎖。ウォルシュケはしばらく、西品川・三ツ木にあったアウグスト・ローマイヤーのソーセージ工場に勤務している。明治屋時代には、捕虜仲間で横浜市元町にデリカテッセンを開いていたフランツ・メッツガーにソーセージの製法を伝授している。
その後、神戸市に移り、1927年（昭和 2年）には、関東大震災で横浜から移住していたマーチン・ヘルツと共に、 北長狭通1丁目176番邸にソーセージ製造の会社を起こす。ヘルツはその後、ドイツに帰国しているが、ウォルシュケは1934年（昭和9年）、アメリカからプロ野球チームが来日した折には、甲子園球場でホットドッグを販売した。これが、日本初のホットドッグとされている。
さらにこの後、神戸を離れ、長野県軽井沢町に自分の店「ヘルマン」を創業する。1941年または1942年からは長野県野尻湖畔で疎開生活を送った。この疎開時代は事実上の「幽閉」生活で、ソーセージ製造も禁じられたという。当時野尻湖畔ではほかに前記のメッツガー、およびヘルムート・ケテル（銀座にドイツ料理店『ラインゴールド』を開いた）のドイツ人家族がともに暮らした。
戦後は、1947年に東京都北多摩郡狛江村（現・狛江市）にあった牛豚の加工施設の一角を借りて、ハム・ソーセージの製造を本格的に再開した。1948年にはヘルマンウォルシュケ食品株式会社を設立、新たに近傍に工場を建てている。かつて店を構えた軽井沢町には夏季限定で売店を開き、商品を夜行列車で運んでいた。軽井沢にはのちに別荘を建てた。
1955年からは宣教師の紹介により、群馬県渋川市の児童養護施設・子持山学園に毎月ハム・ソーセージを届けた。

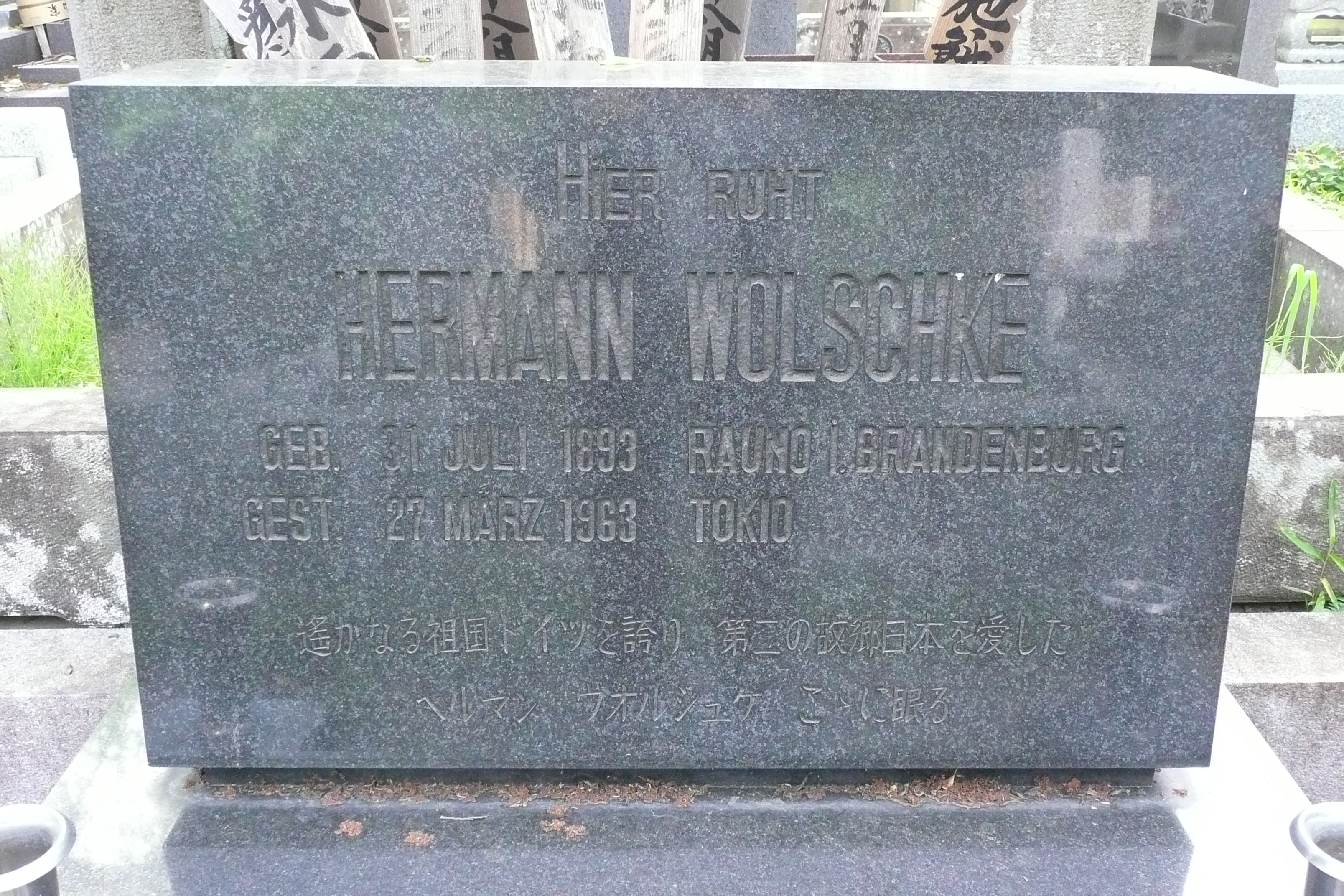
ウォルシュケの墓碑
（東京都狛江市・泉龍寺）

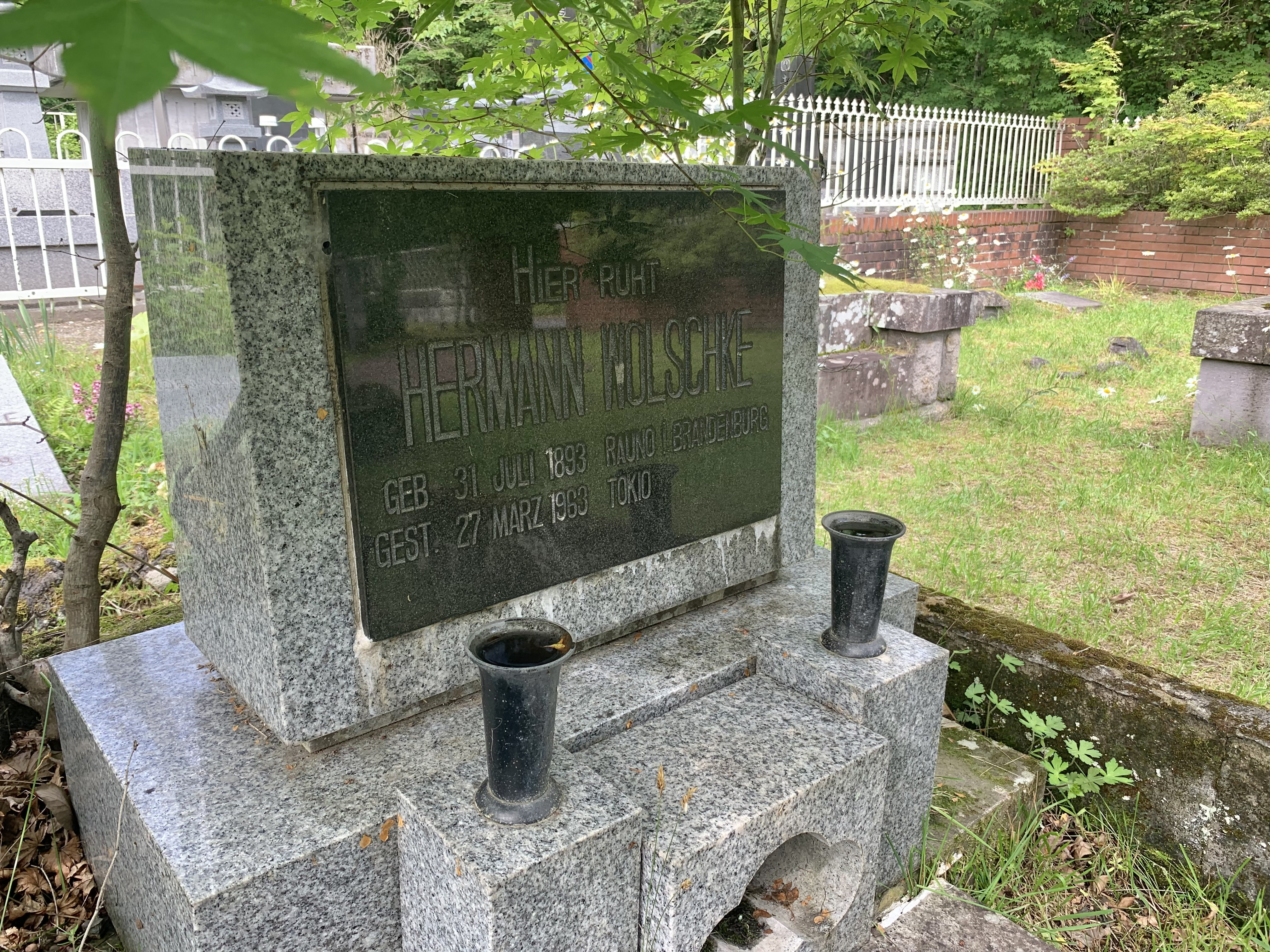
ウォルシュケの墓（長野県軽井沢町・軽井沢外国人墓地。分骨が納められている）

1957年、1925年にドイツから送られた手紙が（6度も日独間を往復したのちに）32年かかってウォルシュケの元に届き、これを見たウォルシュケは望郷の念を強くする。ウォルシュケが生まれ育ったゼンフテンベルグは当時ドイツ民主共和国（東ドイツ）領内となっており、渡航は容易ではなかった。それでもウォルシュケは帰国に向けた準備を進め、出発は1963年（昭和38年）4月と決まったが、その一週間前の3月27日に上野駅頭で心臓発作で倒れ、死去。狛江市の泉龍寺にある墓碑には、「遥かなる祖国ドイツを誇り、第二の故郷日本を愛したヘルマン・ウオルシュケこゝに眠る」と記されている。
ウォルシュケは日本人女性と結婚し、1923年に長男、1929年に次男が誕生している。「ヘルマン」は次男のヘルマン・ウォルシュケ（父と同名）が後を継ぎ、神奈川県厚木市でソーセージ製造を続けていた。2008年に「ヘルマン」は日本ハムファクトリーと合併した。合併当初は「ヘルマン工房」ブランドが使用されていたが、2018年9月に「ヘルマン工房」は業務を停止した。
晩年を過ごした狛江市には、事跡を研究する「ヘルマンさんの会」が2013年に市民により結成された。